# Osvaldo Rodríguez (poète)
Pour les articles homonymes, voir Osvaldo Rodríguez (homonymie) et Rodríguez.
Osvaldo Rodriguez, né le 26 juillet 1943 à Valparaíso au Chili et mort le 18 mars 1996 à Bardolino en Italie, plus connu sous l'appellation Gitano Rodríguez, est un poète et essayiste chilien. 
Il est notamment connu pour sa chanson sur sa ville natale Valparaíso. Il a fait partie du mouvement de la Nouvelle chanson chilienne dans les années soixante aux côtés de Victor Jara, Quilapayún, Inti Illimani et d'autres.